# Henri Nestlé
Henri Nestlé (født Heinrich Nestle (10. august 1814 i Frankfurt am Main i Tyskland – 7. juli 1890) var grundlægger af Nestlé verdens største mad- og drikkevarevirksomhed, som var en af de første fabrikanter af mælkechokolade.
Han var den 11. af Johann Ulrich Matthias Nestle og Anna-Maria Catharina Ehemanns 14 børn .